# Diecezja Caguas
Diecezja Caguas (łac. Dioecesis Caguana, hiszp. Diócesis de Caguas) – rzymskokatolicka diecezja ze stolicą w Caguas, w Portoryko.
Diecezja podlega pod archidiecezję San Juan de Puerto Rico.

## Historia
- 4 listopada 1964 powołanie rzymskokatolickiej diecezji Caguas przez wydzielenie z terytorium archidiecezji San Juan de Puerto Rico i diecezji Ponce
- 11 marca 2008 wydzielenie diecezji Fajardo-Humacao

## Główne świątynie
- Katedra: Katedra Najświętszego Imienia Jezus w Caguas

## Biskupi Caguas
- Rafael Grovas Felix (19 stycznia 1965 - 12 lutego 1981)
- Enrique Manuel Hernández Rivera (13 lutego 1981 - 28 czerwca 1998)
- Rubén Antonio González Medina CMF (12 grudnia 2000 - 22 grudnia 2015)
- Eusebio Ramos Morales (od 2017)